# Женски сърца
„Женски сърца“ е български телевизионен игрален филм (психологическа драма) от 1985 година на режисьора Лиляна Батулева, по сценарий на Никола Тихолов. Оператор е Виктор Чичов. Музиката е на композитора Георги Генков. Художник е Мони Аладжемов.
Драматизация по мотиви от разказите „Божура“ и „През чумаво“ на Йордан Йовков.

## Сюжет
Красивата циганка Божура и чорбаджийската дъщеря Тиха са свързани с приятелство от детството си. Дивата Божура се възхищава от светлата красота на богатата девойка, а тя харесва дръзката циганка. Мъжете флиртуват с мургавата Божура, а при Тиха непрестанно идват годежари, отхвърляни от баща ѝ - богатия чорбаджи Вълко. В селото се завръща буйният младеж Василчо и спечелва любовта и на двете девойки. Отхвърлен от чорбаджи Вълко, Василчо се отдава на пиянство, а Божура го наблюдава отдалече. Двамата случайно се срещат край планински вир и Василчо е пленен от красотата на голата циганка. Василчо отново заминава и бременната Божура скита бездомна в снега, очаквайки неговото завръщане. През пролетта, с дете на ръце, тя моли за помощ Тиха, която я отблъсква. Към селото настъпва чума. Приятелят на Василчо - Радул, донася вестта за неговата смърт. Отчаяна, Божура се хвърля във вира и се удавя. За да успокои съселяните си, чорбаджи Вълко вдига тежка сватба на Тиха, която жени за Радул. По време на венчавката в църквата влиза чумавият Василчо. Всички, дори и майка му, избягват ужасени. Остава само Тиха, която слага главата на умиращия на коленете си и го целува за последен път.

## Актьорски състав
| Роля                             | Изпълнител                    |
| -------------------------------- | ----------------------------- |
| Тиха, дъщерята на чорбаджи Вълко | Росица Брадинова              |
| красивата циганка Божура         | Боряна Павлова                |
| чорбаджи Вълко                   | Стойчо Мазгалов               |
| Василчо                          | Иван Червенков                |
| Дочка, майката на Василчо        | Белла Цонева                  |
| Радул, приятелят на Василчо      | Кирил Варийски                |
|                                  | Пенка Божкова                 |
|                                  | Катя Георгиева                |
| селянка                          | Богдана Вульпе                |
| попът                            | Стойно Добрев                 |
|                                  | Иван Атанасов                 |
|                                  | Моше Дворецки                 |
|                                  | Стефан Попов                  |
|                                  | Лили Енева (като Лилия Енева) |
|                                  | Надежда Михова                |
|                                  | Емил Марков                   |
|                                  | Пламен Захов                  |
|                                  | Антоанета Миланова            |
|                                  | Деца                          |
|                                  | Десислава Георгиева           |
|                                  | Соня Дончева                  |
|                                  | Антони Тонев                  |